# Synagoge (Nowe Miasto nad Pilicą)

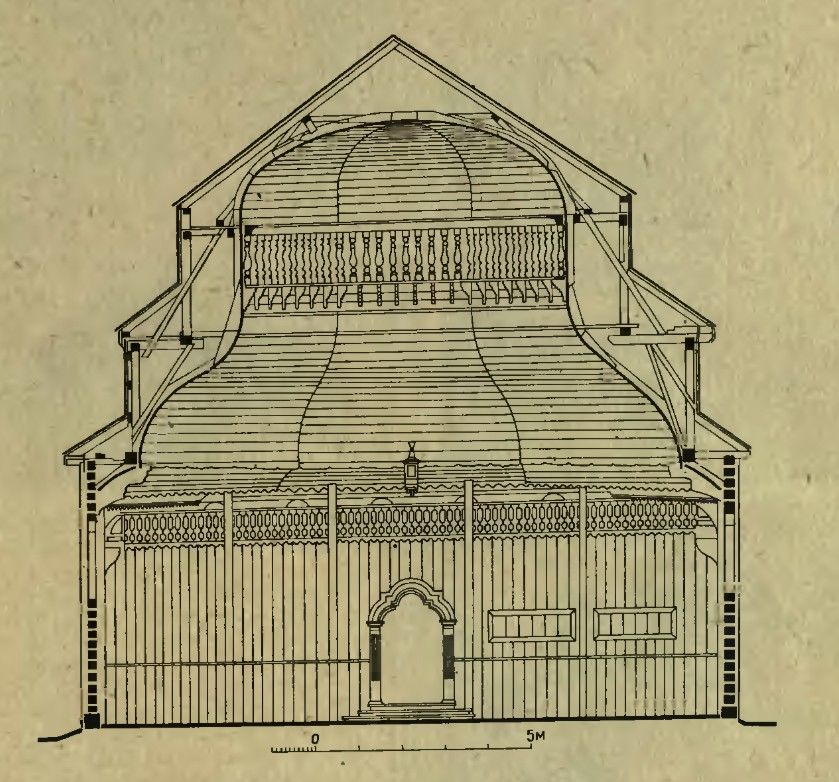
Skizze der Synagoge

Die hölzerne Synagoge in Nowe Miasto nad Pilicą in der polnischen Woiwodschaft Masowien wurde gegen Ende des 18. Jahrhunderts erbaut und im Zweiten Weltkrieg zerstört.

## Geschichte
Eine hebräische Inschrift über dem Eingang zur Haupthalle weist 1779–1780 als Erbauungsjahr aus.
Ende des 19. Jahrhunderts gab es mehrere Umbauten, die auch das Äußere veränderten. Unter anderem wurde die Steigung des Dachs reduziert und der Raum neben dem Vestibül geteilt. Dadurch wurde ein weiterer Gebetsraum für die Frauen geschaffen. Ebenfalls wurde ein Anbau mit Treppen zum oberen Frauengebetsraum geschaffen. Ursprünglich gab es vermutlich rechts und links des Haupteingangs äußere Treppen.
Die Synagoge wurde im Zweiten Weltkrieg nach der Besetzung des Ortes durch deutsche Truppen zerstört.

## Architektur
Der Männergebetsraum (die Haupthalle) war quadratisch (14,70 × 14,70 m). Sie ist die größte bekannte Halle, die im Inneren eine hölzerne Kuppel ohne Stützen hatte. Diese Kuppel ist auch die höchste bekannte Holzkuppel in einer Synagoge. Sie begann in 6,0 m Höhe und reichte bis zu 13,50 m.
Die Synagoge hatte ein großes dreistufiges Walmdach. In dieses war die innere Kuppel eingebaut. Diese war achteckig und zweistufig. Die zwei Stufen waren durch eine Blendbalustrade getrennt.
Die Wände hatten im unteren Teil mehrfarbige Gemälde, darüber waren sie hell getüncht. Die Kuppel enthielt ebenfalls Gemälde. Die Bilder stammten aber nicht aus der Erbauungszeit der Synagoge, sondern waren jünger.
Die Haupthalle hatte an jeder ihrer Außenseiten je zwei Zwillingsfenster; die Frauenempore hatte ähnliche, allerdings kleinere Fenster.

### Bima und Toraschrein
Die Bima in der Mitte der Halle war ein achteckiges Podium, das von einer Balustrade eingerahmt war. An den Ecken standen Pfosten, wobei die Pfosten neben den Treppen rechts und links erheblich höher waren als die restlichen vier. Vermutlich gab es vor den Umbauten einen Baldachin über der Bima.
Der Toraschrein war bemalt und vergoldet. Er war zweistöckig und wies Elemente des Barock und des Rokoko auf. Im oberen Teil hielten zwei Greifvögel die Gesetzestafeln mit den Zehn Geboten. Die beiden Teile machten nicht den Anschein einer einheitlichen Bauweise.